# Brigitte Seiwald
Brigitte Seiwald (verheiratete Saurwein; * 12. September 1945 in Innsbruck) ist eine ehemalige österreichische Skirennläuferin.

## Karriere
Seiwald wurde 1966 österreichische Vizemeisterin im Riesenslalom sowie im Slalom. Den größten Erfolg ihrer Karriere feierte sie bei den Olympischen Winterspielen 1968 in Grenoble, welche zugleich als Weltmeisterschaftsrennen gewertet wurden. In der Abfahrt erreichte sie den vierten Platz und verpasste die Bronzemedaille um knapp vier Zehntelsekunden. Zudem belegte sie die Plätze 11 im Riesenslalom und 24 im Slalom, wobei sie im Slalom nach dem ersten Durchgang noch auf dem vierten Rang klassiert war.
Im Weltcup gelangen ihr zudem noch einige Platzierungen unter den besten 10, jedoch kein Podestplatz. Nach der Saison 1968 ist sie als Rennläuferin nicht mehr in Erscheinung getreten.

## Erfolge

### Olympische Winterspiele
- Grenoble 1968: 4. Abfahrt, 11. Riesenslalom

### Weltmeisterschaften
- Grenoble 1968: 4. Abfahrt, 11. Riesenslalom

### Weltcup
- 7 Platzierungen unter den besten 10

### Weitere Erfolge
- Österreichische Vizemeisterin im Riesenslalom (1966)
- Österreichische Vizemeisterin im Slalom (1966)